# Trametes
Genre
Trametes est un genre de champignons de la famille des Polyporaceae.

## Liste d'espèces
Selon Catalogue of Life (28 octobre 2013) :
- Trametes africana
- Trametes alaskana
- Trametes albidorosea
- Trametes albobadia
- Trametes albocarneogilvida
- Trametes allantospora
- Trametes amplopora
- Trametes amygdalea
- Trametes arcana
- Trametes argenteiceps
- Trametes atra
- Trametes atriceps
- Trametes azurea
- Trametes badiuscula
- Trametes baldratiana
- Trametes barbulata
- Trametes benetosta
- Trametes benevestita
- Trametes biogilvoides
- Trametes bresadolae
- Trametes brunneisetulosa
- Trametes brunneoflava
- Trametes brunneola
- Trametes butignotii
- Trametes castaneifumosa
- Trametes cincta
- Trametes cinereosulfurea
- Trametes cingulata
- Trametes citrina
- Trametes coriacea
- Trametes cotonea
- Trametes cristobalensis
- Trametes cubensis
- Trametes cupreorosea
- Trametes cystidiata
- Trametes cystidiolophora
- Trametes dealbata
- Trametes decorticans
- Trametes decussata
- Trametes demoulinii
- Trametes discoidea
- Trametes ectypa
- Trametes effusa
- Trametes elevata
- Trametes ellipsospora
- Trametes extensa
- Trametes farcta
- Trametes farinolens
- Trametes favolipora
- Trametes febris
- Trametes flammula
- Trametes flavidinigra
- Trametes frustrata
- Trametes fuligineicana
- Trametes fulvidochmia
- Trametes galzinii
- Trametes gibbosa
- Trametes gilvoides
- Trametes gilvoumbrina
- Trametes glabrata
- Trametes globospora
- Trametes granulifera
- Trametes griseolilacina
- Trametes griseoporus
- Trametes guatemalensis
- Trametes havannensis
- Trametes hirsuta
- Trametes hispidans
- Trametes hololeuca
- Trametes hunteri
- Trametes incerta
- Trametes indica
- Trametes jejuna
- Trametes junipericola
- Trametes karii
- Trametes krekei
- Trametes kusanoana
- Trametes kusanoi
- Trametes lacerata
- Trametes lactinea
- Trametes lamaoensis
- Trametes leonina
- Trametes leptaula
- Trametes lilacea
- Trametes linguiformis
- Trametes ljubarskyi
- Trametes lunispora
- Trametes luridochracea
- Trametes macropora
- Trametes malaysiana
- Trametes manilaensis
- Trametes marianna
- Trametes maxima
- Trametes membranacea
- Trametes menziesii
- Trametes merisma
- Trametes meyenii
- Trametes microporoides
- Trametes mimetes
- Trametes minima
- Trametes minor
- Trametes minutus
- Trametes modesta
- Trametes molesta
- Trametes morganii
- Trametes multiflabellata
- Trametes nigrivinea
- Trametes nigroaspera
- Trametes nigroplebeia
- Trametes nivosa
- Trametes obscurata
- Trametes obscurotexta
- Trametes obstinatior
- Trametes ochracea
- Trametes ochroflava
- Trametes olivaceopora
- Trametes orientalis
- Trametes ornata
- Trametes palisotii
- Trametes pallidilusor
- Trametes papuasia
- Trametes paxillosa
- Trametes pergamena
- Trametes perpallida
- Trametes perstrata
- Trametes philippinensis
- Trametes pocas
- Trametes polyblastes
- Trametes polyporiformis
- Trametes pribramensis
- Trametes primulina
- Trametes propinqua
- Trametes proteiformis
- Trametes pubescens
- Trametes pusilla
- Trametes quercina
- Trametes raduloides
- Trametes rigidiceps
- Trametes robiniophila
- Trametes roseola
- Trametes roseopora
- Trametes rufidochmia
- Trametes rugosituba
- Trametes rugosopicta
- Trametes salebrosa
- Trametes salina
- Trametes salmonea
- Trametes scobinacea
- Trametes sediliensis
- Trametes sepiicolor
- Trametes similis
- Trametes socotrana
- Trametes stowardii
- Trametes stuckertiana
- Trametes styracicola
- Trametes suaveolens
- Trametes subalutacea
- Trametes subectypa
- Trametes suberosifusca
- Trametes subincana
- Trametes subligativa
- Trametes sublutea
- Trametes subminima
- Trametes subocellata
- Trametes subserpens
- Trametes substrata
- Trametes subsuaveolens
- Trametes subvinosa
- Trametes sultan-ahmadii
- Trametes supermodesta
- Trametes symploci
- Trametes tenacipora
- Trametes tenuirosea
- Trametes tephroleuca
- Trametes textulaminata
- Trametes theae
- Trametes trogii
- Trametes truncatispora
- Trametes tuberculata
- Trametes turpis
- Trametes tyromycoides
- Trametes unguliformis
- Trametes varians
- Trametes versicolor
- Trametes verticalis
- Trametes villosa
- Trametes violacea
- Trametes vitrea
- Trametes williamsii
- Trametes xanthopodoides

Selon Index Fungorum (28 octobre 2013) :
- Trametes actinopila Mont. 1856
- Trametes africana Ryvarden 2004
- Trametes alaskana D.V. Baxter 1942
- Trametes albidorosea E. Bommer & M. Rousseau 1900
- Trametes albobadia (Lloyd) Corner 1989
- Trametes albocarneogilvida (Romell) S. Lundell 1946
- Trametes allantospora Corner 1989
- Trametes amplopora Lloyd 1936
- Trametes amygdalea Maire 1922
- Trametes angulata Berk.
- Trametes aphanopoda Reichardt 1870
- Trametes apiaria (Pers.) Zmitr., Wasser & Ezhov 2012
- Trametes arcana Corner 1989
- Trametes arcticus Berk.
- Trametes argenteiceps Corner 1989
- Trametes argentina Speg. 1898
- Trametes argyropotamica Speg. 1898
- Trametes atra Pat. 1906
- Trametes atriceps Corner 1989
- Trametes aurea (Berk.) Sacc. 1888
- Trametes azurea (Fr.) G. Cunn. 1965
- Trametes badia Pat. 1900
- Trametes badiuscula Corner 1989
- Trametes balanina Fr. 1845
- Trametes balansae Pat.
- Trametes baldratiana Trotter 1925
- Trametes barbulata Corner 1989
- Trametes benetosta Corner 1989
- Trametes benevestita Corner 1989
- Trametes berkeleyi Cooke 1891
- Trametes beyrichii (Fr.) Sacc. 1888
- Trametes bicolor Berk. 1878
- Trametes biogilvoides Corner 1989
- Trametes bresadolae Ryvarden 1988
- Trametes brunneisetulosa Corner 1992
- Trametes brunneoflava Lloyd 1923
- Trametes brunneola (Berk.) Imazeki 1959
- Trametes butignotii Boud. ex Lloyd 1910
- Trametes carnea Wettst. 1887
- Trametes castaneifumosa Corner 1989
- Trametes centralis Fr. 1851
- Trametes chusqueae Pat. 1895
- Trametes cincta Bose 1922
- Trametes cincta Lloyd 1936
- Trametes cinereosulfurea Ferd. & Winge 1949
- Trametes cingulata Berk. 1854
- Trametes citrina Bres. 1920
- Trametes comtulus Berk. 1851
- Trametes cookei Sacc. 1888
- Trametes coriacea (Berk. & Ravenel) Pat. 1903
- Trametes cotonea (Pat. & Har.) Ryvarden 1972
- Trametes cristobalensis Corner 1989
- Trametes cruenta Mont.
- Trametes cubensis (Mont.) Sacc. 1891
- Trametes cupreorosea Lloyd 1920
- Trametes cystidiata I. Lindblad & Ryvarden 1999
- Trametes cystidiolophora B.K. Cui & H.J. Li 2010
- Trametes daedalea Speg. 1898
- Trametes daedaleoides Corner 1989
- Trametes dealbata Kalchbr. ex G. Cunn. 1965
- Trametes decorticans Corner 1989
- Trametes decussata Pat. 1906
- Trametes demoulinii G. Castillo 1994
- Trametes devexa Bres.
- Trametes discoidea (Dicks.) Rauschert 1990
- Trametes discolor Sacc. & Berl. 1889
- Trametes drummondii (Klotzsch) Ryvarden 1976
- Trametes ectypa (Berk. & M.A. Curtis) Gilb. & Ryvarden 1987
- Trametes effusa Speg. 1916
- Trametes elevata Corner 1989

Selon NCBI (28 octobre 2013) :
- Trametes cingulata
  - non-classé Trametes cingulata TCM6
- Trametes cinnabarina
- Trametes conchifer
- Trametes corrugata
- Trametes cubensis
- Trametes ectypa
- Trametes elegans
- Trametes ellipsospora
- Trametes gibbosa
- Trametes hirsuta
- Trametes hispida
- Trametes junipericola
- Trametes ljubarskyi
- Trametes maxima
- Trametes membranacea
- Trametes menziesii
- Trametes meyenii
- Trametes mimetes
- Trametes obstinata
- Trametes ochracea
- Trametes orientalis
- Trametes palisotii
- Trametes pavonia
- Trametes pocas
- Trametes polyzona
- Trametes pubescens
- Trametes punicea
- Trametes purpurea
- Trametes robiniophila
- Trametes sanguinea
- Trametes socotrana
- Trametes suaveolens
- Trametes velutina
- Trametes versicolor
  - forme Coriolus versicolor f. antarcticus
  - non-classé Trametes versicolor 84
  - non-classé Trametes versicolor FP-101664 SS1
- Trametes villosa
- cf. Trametes sp. VAK-2011